# 潘育龙墓
潘育龙墓，位于中国甘肃省靖远县，为一个省级文物保护单位，类型为古墓葬。
潘育龙墓的历史年代为清代。